# Segni particolari
Segni particolari - Appunti per un film sull'Emilia-Romagna è un film documentario del 2003 diretto da Giuseppe Bertolucci. Fa parte di un ciclo, concepito da Nene Grignaffini, dal titolo Via Emilia e composto di quattro documentari di un'ora ciascuno.